# Hashihime

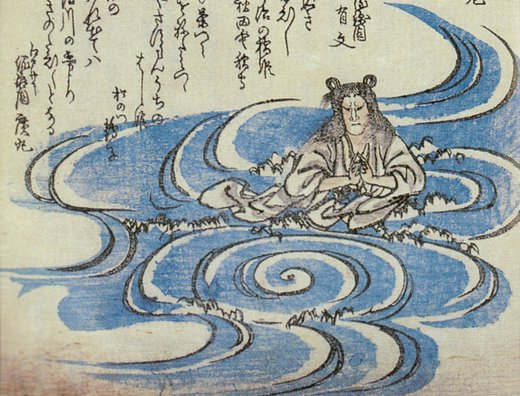
Hashihime telle qu'elle apparaît dans le Kyōka Hyaku monogatari de 1853

Hashihime (橋姫) (« la jeune fille du pont" ») est un personnage qui apparaît pour la première fois dans la littérature japonaise de l'époque de Heian, représentée comme une femme qui passe des nuits solitaires attendant que son amant lui rende visite et plus tard comme un farouche oni c'est-à-dire un démon animé par la jalousie. Elle est associée le plus souvent avec un pont situé à Uji.

## Biographie
On sait très peu de choses sur l'origine de Hashihime. L'interprétation la plus commune est qu'elle était une femme solitaire qui se languissait du retour de son mari/amant mais en raison de l'infidélité de ce dernier, elle est devenue jalouse et s'est transformée en un démon.

## Littérature japonaise
Hashihime apparaît pour la première fois dans un poème Kokinshu (ca. 905) dont l'auteur est inconnu :
Sur un étroit tapis d'herbe
fixant sa robe seulement
ce soir, encore une fois
elle doit m'attendre,
Hashihime d'Uji
Le nom de Hashihime apparaît également dans Le dit du Genji de Murasaki Shikibu comme titre d'un chapitre. Elle est aussi mentionnée plusieurs fois dans des poèmes waka.

## Source de la traduction
- (en) Cet article est partiellement ou en totalité issu de l’article de Wikipédia en anglais intitulé « Hashihime » (voir la liste des auteurs).